# Wernher von Braun – Ich greife nach den Sternen
Wernher von Braun – Ich greife nach den Sternen ist ein deutsch-US-amerikanischer Spielfilm aus dem Jahre 1960, der das Leben des deutschen Raketenforschers Wernher von Braun behandelt. In der Titelrolle ist Curd Jürgens zu sehen.

## Handlung
Im Stil einer klassischen Filmbiografie (Biopic) werden die beruflichen und privaten Stationen Wernher von Brauns nacherzählt. Dabei wird besonders sein hinhaltender Widerstand gegenüber der SS und der NS-Rüstungspolitik herausgestellt und seine Rolle im Dritten Reich als die eines unpolitischen Mitläufers verklärt; dabei wird verschwiegen, dass er Mitglied der NSDAP und der Reiter-SS war und sogar den Rang eines SS-Sturmbannführers erhalten hatte. Der zweite Teil des Films schildert von Brauns Neubeginn in den Vereinigten Staaten und seine maßgebliche Beteiligung an der Entstehung der NASA und der Erforschung des Weltraums.

## Produktionsnotizen
Der Regisseur J. Lee Thompson gestand in einem Fernsehinterview, dass er selbst mit dem filmischen Ergebnis bezüglich der Verklärung von von Brauns Rolle im Dritten Reich unzufrieden gewesen sei, doch die Produzenten hätten diese Tendenz gewünscht.
Der Film erlebte seine Welturaufführung am 19. August 1960 im Mathäser-Filmpalast in München. Genau zwei Monate später lief er auch in den USA an. Manchmal wird die Produktion auch unter den Kurztiteln Wernher von Braun, Ich greife nach den Sternen und Der Mann, der nach den Sternen griff geführt.
Die Filmbauten entwarf Hans Berthel; für den Ton zeichnete Walter Rühland verantwortlich. Der österreichische Emigrant George Froeschel hatte an der Storyvorlage mitgearbeitet.

## Kritik
Der Spiegel verriss das Werk 1960:

„Mit jener nur noch verblüffenden, nicht mehr schockierenden Tolpatschigkeit, die bereits notorisch für die US-Politik der Jahrhundertmitte geworden ist, griff der Columbia-Produzent Charles Schneer das Projekt seines deutschen Kollegen F. A. Mainz auf, den bi-nationalen Raketenbauer Wernher von Braun noch zu dessen Lebzeiten zu einem Kintopp-Heroen zu erniedrigen. Das Resultat – die Regie führte der Engländer J. Lee-Thompson – ist von beklemmender Peinlichkeit. Wie aus einem wohldosierten Parteiprogramm kann aus diesem Film jeder heraushören, was ihm behagt: Vorwurf gegen den Titelhelden, weil er die V 2 konstruierte – Lob, weil er es ‚für Deutschland‘ tat; Vorwurf, weil er Deutschland ‚verriet‘ – Lob, weil es für den Westen geschah; Vorwurf, weil er die Fahne wechselte – Lob, weil er ‚sich selbst treu blieb‘.“

Die Zeit zu diesem Film am 26. August 1960:

„Um nun von dem Film zu reden: das Beste an ihm ist seine Objektivität hinsichtlich eben jener Doppeldeutigkeit, die der modernen Forschung, dem wissenschaftlichen Wettrennen um die „Eroberung des Weltraums“ und der ständigen Ausbeutung dieser Konkurrenz für militärische Zwecke nun einmal anhaftet. [...]
Als Kunstwerk dürfte der Film kaum anzusprechen sein, höchstens als dramatisierter und bisweilen wohl auch ein wenig frisierter Tatsachenbericht, untermischt mit einigen episodischen Lyrismen und polemischen Dialogen. [...]
J. Lee Thompsons Regie verstand es jedenfalls, dem an sich nicht übermäßig abwechslungsvollen Bildbericht eine Reihe spannender Momente abzugewinnen und was den Aufnahmen vielfach notgedrungen an optischem Reiz mangeln mußte, durch einen entsprechenden Aufwand an akustischen Requisiten zu ersetzen. [...]“

Das Lexikon des Internationalen Films nannte den Film eine „Filmbiografie, die die Problematik des Gewissens und der Verantwortung gegenüber der entbundenen Macht nicht befriedigend erklären kann“.
Der Movie & Video Guide sah in dem Film „eine wenig überzeugende fiktive Geschichte“.
Halliwell’s Film Guide schrieb: „heikler biografischer Film über einen umstrittenen Wissenschaftler, der die Seiten wechselte“.
Die Kritik der DDR stellte vor allem die NS-Rolle von Brauns propagandistisch heraus und betonte das Engagement des Raketenforschers in der US-Rüstung. Dort heißt es: „Wie weit sich das zweckpolitische Engagement beim Film im Rahmen der ‚Nordatlantischen Partnerschaft‘ bewegt, macht die Weltpremiere des Columbia-Films ‚I aim the Stars‘ (‚Ich greife nach den Sternen‘) am 19. August 1960 in München mehr als deutlich. Der Film rehabilitiert und glorifiziert den V-2-Wunderwaffenexperten, Kriegsverbrecher, Ritter- und Bundesverdienstkreuzträger Wernher von Braun […] in einem Breitwandbilderbogen und sollte die amerikanische Raketenstärke im Zeitalter der sowjetischen Raumschiffe mühsam glaubhaft machen.“